# Маралиха (приток Чарыша)
Мара́лиха — река в Алтайском крае России. Правый приток Чарыша. Длина реки составляет 108 км, площадь водосборного бассейна — 1230 км².
По данным наблюдений с 1971 по 1998 год среднегодовой расход воды в 11 км от устья составляет 6,47 м³/с.

## Бассейн
- 9 км: Поперечная
  - 6 км: Маячная
- 18 км: Землянка
- 24 км: Марушка
- 28 км: Козлуха
  - 10 км: Правая Козлуха
- 42 км: Выдриха
  - 11 км: Левая Выдриха
- 78 км: Малая Маралиха
  - 7 км: Ускучевка

## Данные водного реестра
По данным государственного водного реестра России относится к Верхнеобскому бассейновому округу, водохозяйственный участок реки — Обь от слияния рек Бия и Катунь до города Барнаул, без реки Алей, речной подбассейн реки — бассейны притоков (Верхней) Оби до впадения Томи. Речной бассейн реки — (Верхняя) Обь до впадения Иртыша.